# Engürücük, Gemlik
Engürücük là một xã thuộc quận Gemlik, tỉnh Bursa, Thổ Nhĩ Kỳ. Dân số thời điểm năm 2011 là 1.956 người.